# Тосака Ері
Ері Тосака (яп. 登坂 絵莉; нар. 30 серпня 1993, місто Такаока, префектура Тояма) — японська борчиня вільного стилю, триразова чемпіонка та срібна призерка чемпіонату світу, дворазова бронзова призерка чемпіонатів Азії, чемпіонка Азійських ігор, переможець Кубку світу та Універсіади, чемпіонка Олімпійських ігор.

## Біографія
Боротьбою почала займатися у віці дев'яти років за рекомендацією батька. Була чемпіонкою Азії серед юніорів 2011 року.

## Спортивні результати на міжнародних змаганнях

### Виступи на Олімпіадах
| Змагання                    | Збірна | Вагова категорія          | Місце  |
| --------------------------- | ------ | ------------------------- | ------ |
| Літні Олімпійські ігри 2016 | Японія | жіноча боротьба, до 48 кг | Золото |

### Виступи на Чемпіонатах світу
| Змагання                        | Збірна | Вагова категорія          | Місце  |
| ------------------------------- | ------ | ------------------------- | ------ |
| Чемпіонат світу з боротьби 2012 | Японія | жіноча боротьба, до 48 кг | Срібло |
| Чемпіонат світу з боротьби 2013 | Японія | жіноча боротьба, до 48 кг | Золото |
| Чемпіонат світу з боротьби 2014 | Японія | жіноча боротьба, до 48 кг | Золото |
| Чемпіонат світу з боротьби 2015 | Японія | жіноча боротьба, до 48 кг | Золото |

### Виступи на Чемпіонатах Азії
| Змагання                       | Збірна | Вагова категорія          | Місце  |
| ------------------------------ | ------ | ------------------------- | ------ |
| Чемпіонат Азії з боротьби 2012 | Японія | жіноча боротьба, до 48 кг | Бронза |
| Чемпіонат Азії з боротьби 2016 | Японія | жіноча боротьба, до 48 кг | Бронза |

### Виступи на Азійських іграх
| Змагання           | Збірна | Вагова категорія          | Місце  |
| ------------------ | ------ | ------------------------- | ------ |
| Азійські ігри 2014 | Японія | жіноча боротьба, до 48 кг | Золото |

### Виступи на Кубках світу
| Змагання                    | Збірна | Вагова категорія          | Місце  |
| --------------------------- | ------ | ------------------------- | ------ |
| Кубок світу з боротьби 2014 | Японія | жіноча боротьба, до 48 кг | Золото |

### Виступи на Універсіадах
| Змагання               | Збірна | Вагова категорія          | Місце  |
| ---------------------- | ------ | ------------------------- | ------ |
| Літня Універсіада 2013 | Японія | жіноча боротьба, до 48 кг | Золото |

### Виступи на інших змаганнях
| Змагання                                         | Збірна | Вагова категорія          | Місце  |
| ------------------------------------------------ | ------ | ------------------------- | ------ |
| Всеяпонський відкритий чемпіонат з боротьби 2018 | Японія | жіноча боротьба, до 50 кг | Бронза |
| Чемпіонат Японії з боротьби 2018                 | Японія | жіноча боротьба, до 50 кг | Бронза |
| Чемпіонат Японії з боротьби 2019                 | Японія | жіноча боротьба, до 50 кг | Бронза |

### Виступи на змаганнях молодших вікових груп
| Змагання                                     | Збірна | Вагова категорія          | Місце  |
| -------------------------------------------- | ------ | ------------------------- | ------ |
| Чемпіонат Азії з боротьби серед юніорів 2011 | Японія | жіноча боротьба, до 48 кг | Золото |